# Char Fiat M11/39
Le char Fiat-Ansaldo M11/39 était un char léger italien utilisé durant tout le début de la Seconde Guerre mondiale. Bien que conçu comme un char moyen par l'Armée italienne en ce qui concerne son poids et sa puissance de feu, il était plus proche des standards des chars légers de l'époque. Son nom de M11/39 se comprend ainsi de la façon suivante : "M" pour Medio ("moyen"), 11 comme son poids en tonne et 39 pour l'année de son adoption (1939).

## Mise au point
Le M11/39 a été développé afin de devenir un "char de rupture" (Carro di Rottura). La conception du M11/39 a été fortement influencée par celle du Vickers 6-Ton britannique, ce qui se reflète particulièrement au niveau du dessin des suspensions et des chenilles. Un des aspects innovants de la conception consiste en la présence à l'intérieur-même des roues dentées motrices, montées à l'avant, du réducteur de vitesse final, ce qui permettait d'éviter le surdimensionnement du logement réservé à la transmission dans l'arceau de blindage.
La carrière du M11/39 a été rapidement interrompue des suites de différents problèmes de conception. Le plus important de ces problèmes est la localisation dans la coque du canon de 37 mm. Celui-ci était fixé, avec une course limitée à 15° de gauche à droite. Le reste de l'armement était constitué de deux mitrailleuses, servies par un seul homme, placées dans la tourelle exiguë et commandées manuellement.
Conceptuellement, il s'agissait d'utiliser le canon contre les cibles lourdes, tandis que les armes en tourelle servaient à éliminer toute menace alentour. La disposition était similaire à celle du M3 Lee-Grant américain, encore en cours de conception en 1939. L'intention originelle consistait à placer un canon de 37/40 mm dans la tourelle, mais l'espace disponible était insuffisant. Un nouveau dessin du M11/39, destiné à permettre au canon de trouver sa place dans la tourelle, fut réalisé, pour aboutir finalement au M13/40. Pendant ce temps, 100 M11 furent commandés.
En plus de ce problème de position du canon, le M11/39 était également handicapé par sa faible endurance et ses faibles performances. Il était relativement lent, peu fiable au niveau mécanique, et son blindage fait de plaques d'acier rivetées atteignait au maximum 30 mm et n'était destiné qu'à résister à des tirs de 20 mm, ce qui le rendait très vulnérable face aux canons 2-pounder (40 mm) quelle que soit la distance à laquelle son canon de 37 mm pouvait être efficace.
Tous les M11/39 étaient conçus pour pouvoir emporter une radio, mais aucun de ceux qui sont sortis des chaînes d'assemblage n'en ont reçu. La coque du M11/39, modifiée, servira au développement du Fiat M13/40, plus heureux.

## Engagements
La majorité des M11/39 (soit environ 72 des 100 produits) fut utilisée durant la Guerre du désert, mais d'autres furent envoyés en Afrique orientale italienne. Comparés aux chenillettes L3/33 et L3/35 disponibles dans les forces armées italiennes, les M11 constituaient une grande amélioration.
Le M11/39 se montra relativement efficace lors de ses premiers combats contre les chars légers britanniques comme le Mk VI. Le canon de 37 mm du M11 était très dissuasif vis-à-vis de ces véhicules blindés, rapides mais peu protégés, armés seulement de mitrailleuses. Toutefois, le M11/39 se montra incapable de faire face aux chars de cavalerie cruisers et aux modèles plus lourds comme les A9, A10, A13 et Matilda.

### En Afrique du Nord
En septembre 1940, les M11 prirent part à l'invasion de l'Égypte par l'Italie. En décembre 1940, les M11 eurent un rôle défensif lors des prémices de la contre-offensive britannique, l'opération Compass. Lors de son lancement, de nombreux M11/39 furent endommagés, détruits ou immobilisés à l'intérieur même des positions défensives italiennes. Les Britanniques utilisèrent des Matildas pour dépasser les positions italiennes, et les M11 ne pouvaient pas faire grand-chose contre leur lourd blindage.
À partir du 10 avril 1940, pendant le siège de Tobrouk, quelques M11 capturés furent utilisés par le 6th Australian Division Cavalry Regiment durant plusieurs mois. Ils arboraient de grands kangourous blancs peints sur leur blindage, afin de les rendre aisément identifiables. Les Australiens les utilisèrent, ainsi que des M13, jusqu'à ce qu'ils soient à court de carburant. Ils furent alors détruits afin que les forces de l'Axe ne puissent pas les réutiliser lors de leur avance au printemps 1941.

### Afrique orientale
En juin 1940, quelque 34 M11/39 furent expédiés en Afrique orientale italienne. Ils furent utilisés durant la campagne d'Afrique de l'Est. En Afrique de l'Est, les M11 étaient les seuls chars moyens disponibles du côté italien. En août 1940, de nombreux M11 participèrent à la conquête de la Somalie britannique. À partir de janvier 1941, les M11 eurent un rôle défensif en Érythrée lorsque les Britanniques décidèrent d'y lancer leur contre-attaque. Malheureusement pour les Italiens, les Britanniques avaient à leur disposition un petit nombre de Matildas durant la bataille de Keren, ce qui empêcha toute action décisive des M11, trop vulnérables et impuissants face à ces adversaires. Jusqu'à fin mai 1941, les Italiens allèrent de revers en revers sur les fronts d'Afrique orientale où les M11 étaient déployés. En novembre, toute résistance organisée des forces italiennes était terminée.
Lors de la bataille de Nibeiwa, des descriptions très différentes des événements ont toutefois été publiées. Si l'on en croit le livre "Iron Hearts, Iron Hull" de Ian W. Walker, on comprend mieux comment un bataillon italien complet a pu se laisser surprendre par une contre-attaque de Britanniques très affaiblis. Selon Walker, il n'y aurait eu aucune bataille entre chars italiens et britanniques. Au contraire, les Italiens furent décimés à l'arme blanche par les quelques rescapés de la division indienne contre laquelle ils avaient précédemment lutté, durant la nuit du 8 au 9 décembre 1940. Les rares survivants ne purent même pas rejoindre leurs chars, car ils se firent égorger avant. Quand bien plus tard les rares chars Matilda de l'armée britannique encore en état de combattre arrivèrent à Nibeiwa, tous les soldats italiens avaient déjà été tués à la baïonnette. Les Anglais s'amusèrent ensuite à tirer sur quinze des chars italiens M11/39 vides qui les avaient battus précédemment. Ils récupérèrent quinze autres chars parmi les moins endommagés qu'ils utiliseront contre les troupes italiennes avec de bien meilleurs résultats qu'avec leurs propres chars. Walker conclut ainsi que l'armée italienne n'a pas failli et que la victoire britannique lors de cette bataille est la conséquence d'une meilleure pénétration d'espions dans les rangs de l'armée italienne et d'un massacre à l'arme blanche de soldats plutôt que du résultat d'un engagement de blindés.

## Sources de traduction
- (en) Cet article est partiellement ou en totalité issu de l’article de Wikipédia en anglais intitulé « Fiat M11/39 » (voir la liste des auteurs).